# Kazuya Okazaki (Fußballspieler)
Kazuya Okazaki (japanisch 岡﨑 和也 Okazaki Kazuya; * 28. Juli 1991 in Hiroshima) ist ein ehemaliger japanischer Fußballspieler.

## Karriere
Okazaki erlernte das Fußballspielen in der Schulmannschaft der Hiroshima Kannon High School. Seinen ersten Vertrag unterschrieb er 2010 bei Fagiano Okayama. Der Verein spielte in der zweithöchsten Liga des Landes, der J2 League. Für den Verein absolvierte er drei Ligaspiele. 2014 wurde er an den Albirex Niigata (Singapur) ausgeliehen. 2015 wurde er an den Verspah Ōita ausgeliehen.